# Hennigsdorf
Hennigsdorf [ˈhɛnɪçsˌdɔʁf] ⓘ ist eine amtsfreie Mittelstadt nordwestlich von Berlin im Landkreis Oberhavel in Brandenburg.

## Geographie
Hennigsdorf gehört zum Naturraum der Zehdenick-Spandauer Havelniederung. Es liegt an der nordwestlichen Stadtgrenze von Berlin, die hier zum großen Teil durch die Havel gebildet wird. Die Stadt hat eine Nord-Süd-Ausdehnung von etwa neun Kilometer und eine Ost-West-Ausdehnung von etwa sechs Kilometer. Die gesamte Stadt wird nach Westen durch einen zwei bis drei Kilometer breiten Waldstreifen begrenzt.
Hennigsdorf grenzt von Norden ausgehend im Uhrzeigersinn an Velten, Hohen Neuendorf, Berlin, Schönwalde-Glien (Landkreis Havelland) und Oberkrämer.

## Stadtgliederung
Zu Hennigsdorf gehören folgende Wohnplätze:
- Gertrudenhof
- Neubrück
- Nieder Neuendorf
- Papenberge
- Stolpe-Süd

## Geschichte

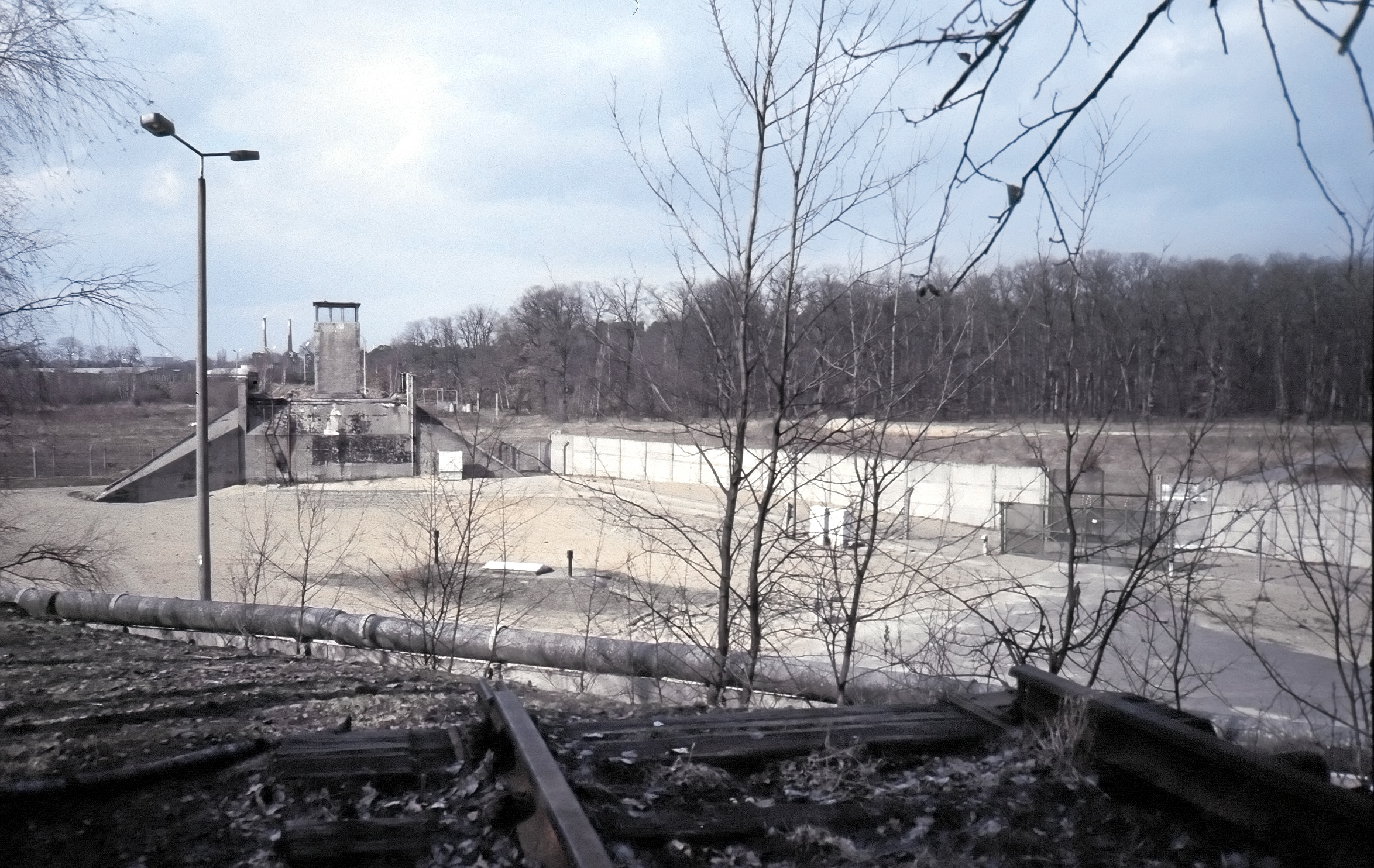
Grenzanlagen und durchtrennte S-Bahn-Trasse bei Heiligensee, 1987

Hennigsdorf wurde 1375 erstmals im Landbuch der Mark Branenburg als Heynekendorp und „Henekendorf“ urkundlich erwähnt. Dann folgt 1438 Hennyngestorff und 1590 Hennigkstorf. Henningsdorf ist demnach das „Dorf des Hen(n)eke“, ‚Heineke‘, später vermischt mit ‚Hening‘, ‚Hennig‘. Der Personenname ist eine Koseform mit ‚-k‘-Suffix zu Vollnamen wie Heinrich o. ä. Sollte ein Henning Ausgangspunkt gewesen sein (ein solcher ist in Hennigsdorf 1375 genannt), dann müsste nach Abschwächung des ‚-ing‘ zu ‚-ig‘ Vermischung mit dem ‚-k‘-Suffix eingetreten sein. Hennigsdorf blieb lange Zeit ein Fischer- und Kossätendorf. Mit der Errichtung der Poststraße zwischen Berlin und Hamburg wurde einer der drei Havelarme zugeschüttet und eine Brücke über die Havel gebaut, woher ein Stadtteil den Namen Neubrück hat. Dadurch verlor Nieder Neuendorf langsam an Bedeutung. Ende der 1860er Jahre wurde nördlich des Dorfes eine Ziegelei gegründet, die im Verlauf der 1880er Jahre zu einem großen Tonwerk heranwuchs (August Burg) und bis in die 1920er Jahre Bestand hatte. Ende des 19. Jahrhunderts entstanden in Neubrück ein Sägewerk und eine Pianofabrik. Für den Einstieg in den Flugzeugbau suchte Anfang des 20. Jahrhunderts die AEG (Allgemeine Elektricitäts-Gesellschaft) günstiges Bauland in der Umgebung von Berlin und eröffnete 1910 in Hennigsdorf die AEG, Abteilung Flugzeugbau. Diese baute 1912 ihr erstes Flugzeug, einen reinen Holzbau nach dem Vorbild des Doppeldeckers der Brüder Wright (Wright Model A). Im Ersten Weltkrieg war das AEG-Werk ein bedeutender Lieferant für die Fliegertruppe des deutschen Heeres. Den Bau von Elektrolokomotiven verlegte die AEG bereits 1913/1914 aus dem Werk Brunnenstraße in Berlin nach Hennigsdorf.
1929 erlebte die Stadt einen hunderttägigen Streik der Stahlwerker. Der Maler Jürgen Gerhard widmete diesem Ereignis einen Zyklus von Radierungen.
Im Frühjahr 1933 entstand nördlich von Hennigsdorf ein frühes Konzentrationslager im Gehöft Meissnershof.
1938 erhielt Hennigsdorf das heutige Stadtwappen. Während des Zweiten Weltkriegs mussten Zwangsarbeiter in der Rüstungsproduktion der zur Friedrich Flick KG gehörenden Mitteldeutschen Stahl- und Walzwerke sowie den Fabriken der AEG arbeiten. Ab 1941 (nach anderen Angaben 1942) wurde ein Außenlager des KZ Sachsenhausen für 50 (nach anderen Angaben 150) Häftlinge installiert sowie ein Außenlager des KZ Ravensbrück für 850 weibliche Häftlinge. An die Toten dieser Lager erinnert seit 1948 ein Denkmal für die Opfer des Faschismus auf dem Postplatz.
Bekannt wurde Hennigsdorf – abgesehen davon, dass Marinus van der Lubbe die Nacht vor dem Reichstagsbrand wegen Landstreicherei im Hennigsdorfer Obdachlosenasyl verbrachte – auch durch den Marsch von 5000 Arbeitern der Industriebetriebe zu den Demonstrationen beim Aufstand vom 17. Juni 1953 gegen die Normerhöhungen der DDR-Regierung nach Berlin. 
Im Juli 1954 wurde das große Krankenhaus „Friedrich Wolf“ mit nach damaligem Standard modernster medizinischer Ausstattung eröffnet, für das mehrere bildende Künstler Werke schufen.
Durch den Bau der Berliner Mauer wurde der Ort von der direkten S-Bahn-Verbindung nach Berlin über Heiligensee abgeschnitten. Diese Verbindung wurde erst 1998 wiederhergestellt.
Auf dem Gelände der ehemaligen innerdeutschen Grenze befindet sich heute ein Kletterwald, der als touristische Attraktion in der Region gilt. Der dort gelegene Hochseilgarten wurde 2009 mit dem Tourismuspreis des Landes Brandenburg.
Am 25. Mai 2009 erhielt die Stadt den von der Bundesregierung verliehenen Titel Ort der Vielfalt.
Verwaltungsgeschichte
Hennigsdorf gehörte seit 1817 zum Kreis Osthavelland in der preußischen Provinz Brandenburg und ab 1952 zum Kreis Oranienburg im DDR-Bezirk Potsdam. Seit 1993 liegt die Stadt im brandenburgischen Landkreis Oberhavel.
Nieder Neuendorf wurde 1923 eingegliedert. Am 1. Mai 1998 wurde der Ortsteil Stolpe-Süd eingemeindet.
Wegen der stark gewachsenen Bevölkerungszahl – Hennigsdorf war vorübergehend die einwohnerstärkste Gemeinde in der DDR ohne Stadtrecht – wurde Hennigsdorf 1962 die Bezeichnung Stadt verliehen. Durch Erlass des brandenburgischen Innenministers erhielt Hennigsdorf mit Wirkung ab 1. Januar 2006 den Status einer Mittleren kreisangehörigen Stadt.

## Bevölkerungsentwicklung
| Jahr | Einwohner |
| ---- | --------- |
| 1875 | 00.863    |
| 1890 | 01.178    |
| 1910 | 02.764    |
| 1925 | 07.645    |
| 1933 | 10.149    |
| 1939 | 12.983    |

| Jahr | Einwohner |
| ---- | --------- |
| 1946 | 13.071    |
| 1950 | 15.968    |
| 1964 | 20.566    |
| 1971 | 24.542    |
| 1981 | 27.662    |
| 1985 | 27.313    |

| Jahr | Einwohner |
| ---- | --------- |
| 1990 | 24.635    |
| 1995 | 23.795    |
| 2000 | 26.306    |
| 2005 | 26.139    |
| 2010 | 25.909    |
| 2015 | 26.264    |

| Jahr | Einwohner |
| ---- | --------- |
| 2020 | 26.559    |
| 2021 | 26.515    |
| 2022 | 26.874    |
| 2023 | 26.782    |
| 2024 | 26.677    |

Gebietsstand des jeweiligen Jahres, Einwohnerzahl: Stand 31. Dezember (ab 1991), ab 2011 auf Basis des Zensus 2011, ab 2022 auf Basis des Zensus 2022

## Religion

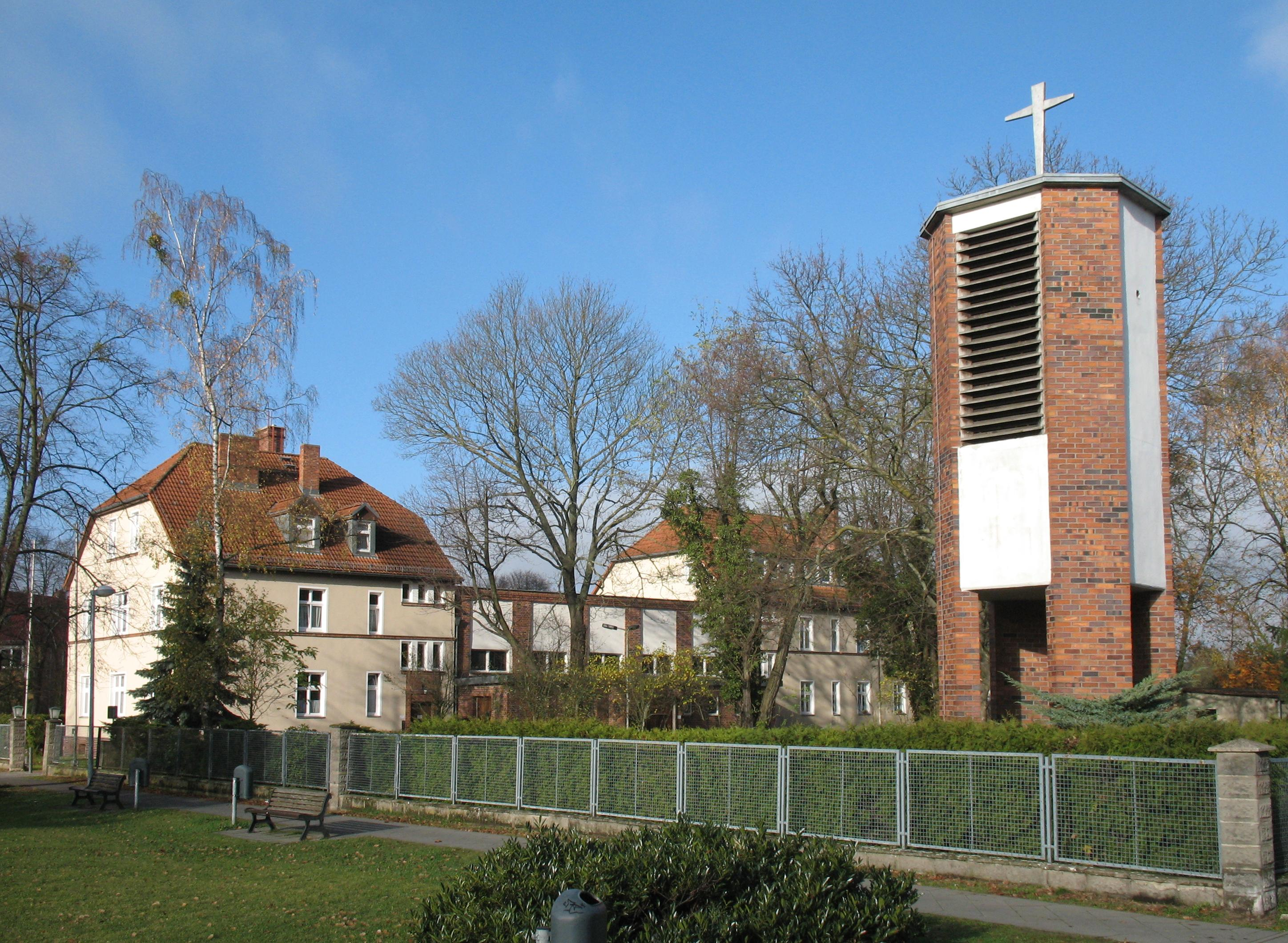
Katholische Kirche am Adolph-Kolping-Platz

Die evangelische Kirchengemeinde in Hennigsdorf gehört zum Kirchenkreis Berlin Nord-Ost (bis 2008: Berlin-Pankow) im Sprengel Berlin der Evangelischen Kirche Berlin-Brandenburg-schlesische Oberlausitz:
- Kirchengemeinde Hennigsdorf (Hauptstraße 1)
  - Dorfkirche Nieder Neuendorf, Dorfstraße 9
  - Martin-Luther-Kirche, Hauptstraße 1, mit 12 Farbglasfenstern von Charles Crodel
- Landeskirchliche Gemeinschaft (Waldstraße 39)

Die katholische Pfarrgemeinde Hennigsdorf umfasst die Orte Hennigsdorf, Velten, Oberkrämer und Kremmen und gehört zum Dekanat Oranienburg im Erzbistum Berlin:
- Pfarrgemeinde „Zu den heiligen Schutzengeln“ (Adolph-Kolping-Platz 1)
  - Zu den heiligen Schutzengeln (Hennigsdorf)

Andere Kirchengemeinden:
- Apostelamt Jesu Christi (Brandenburgische Straße 102)
- Evangelisch-Freikirchliche Gemeinde Hennigsdorf (Heideweg 14a)

## Politik

### Stadtverordnetenversammlung

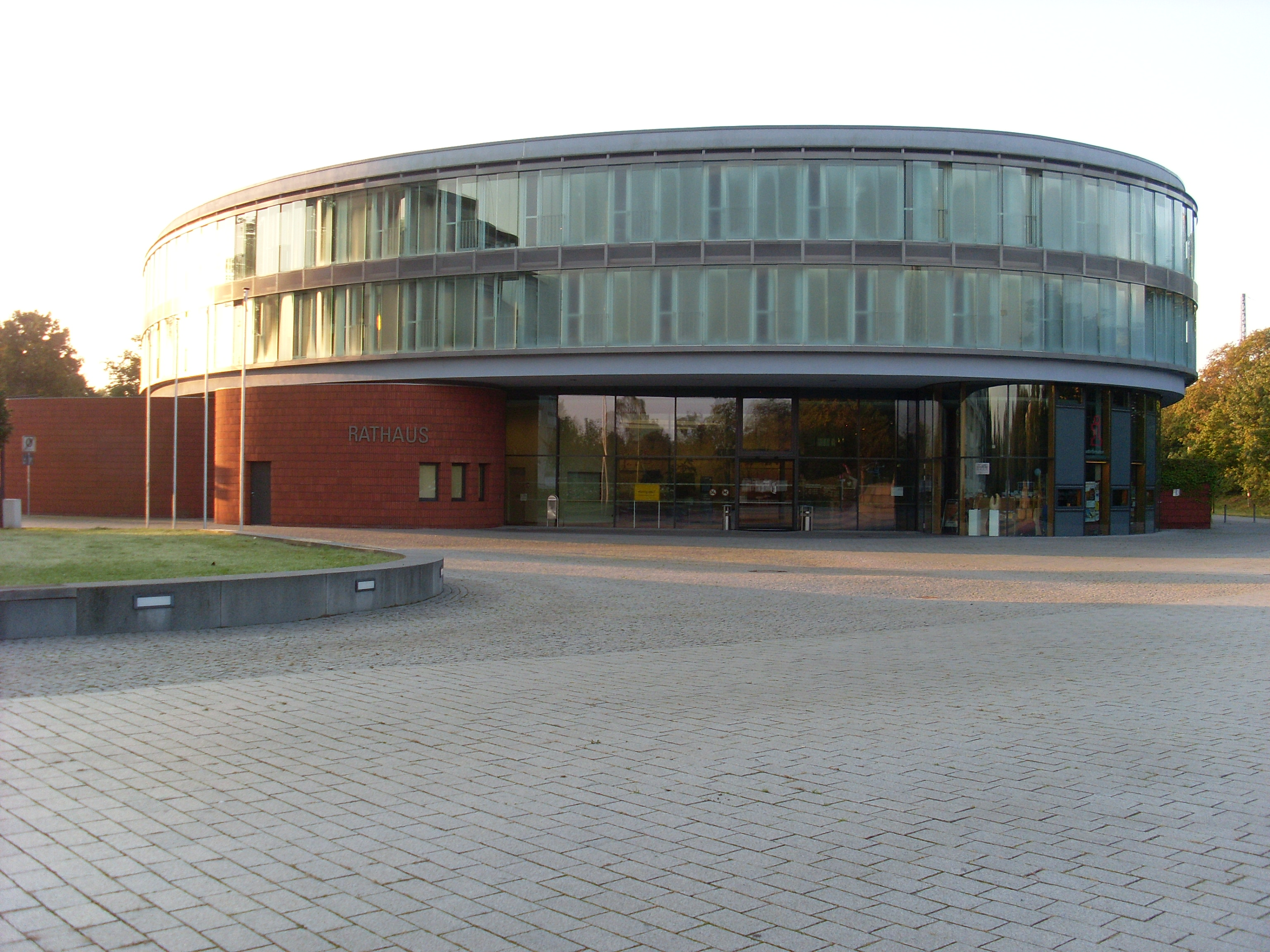
Neues Rathaus

Die Stadtverordnetenversammlung von Hennigsdorf besteht aus 32 Stadtverordneten und dem hauptamtlichen Bürgermeister. Die Kommunalwahl am 9. Juni 2024 führte bei einer Wahlbeteiligung von 60,7 % zu folgendem Ergebnis:
| Partei / Wählergruppe                     | Stimmenanteil 2019 | Sitze 2019 |        | Stimmenanteil 2024 | Sitze 2024 |
| ----------------------------------------- | ------------------ | ---------- | ------ | ------------------ | ---------- |
| SPD                                       | 27,4 %             | 9          | 24,1 % | 8                  |            |
| AfD                                       | 16,2 %             | 5          | 22,9 % | 7                  |            |
| CDU                                       | 14,6 %             | 5          | 17,0 % | 6                  |            |
| Die Unabhängigen – Bürger für Hennigsdorf | 03,9 %             | 1          | 18,3 % | 6                  |            |
| Bündnis 90/Die Grünen                     | 12,4 %             | 4          | 07,0 % | 2                  |            |
| Die Linke                                 | 12,2 %             | 4          | 06,8 % | 2                  |            |
| FDP                                       | 05,0 %             | 2          | 04,0 % | 1                  |            |
| BürgerBündnis freier Wähler               | 07,5 %             | 2          | –      | –                  |            |
| NPD                                       | 00,7 %             | –          | –      | –                  |            |
| Insgesamt                                 | 100 %              | 32         | 100 %  | 32                 |            |

### Bürgermeister
- 1990–2017: Andreas Schulz (SPD)[18]
- seit 2017: Thomas Günther (SPD)

Günther wurde in der Bürgermeisterwahl am 24. September 2017 mit 60,8 % der gültigen Stimmen gewählt. Seine Amtszeit beträgt acht Jahre.

### Wappen
| Wappen von Hennigsdorf | Blasonierung: „Unter grünem Wellenschildhaupt, aus dem linken Schildrand wachsend ein silberner Reiherkopf mit einem goldenen Fisch im Schnabel, in Silber schwebend ein blauer Amboss, begleitet von zwei blauen, aufrecht zugewendeten, unten durch goldene Schleifen verbundene Sensenblättern.“ |
| Wappen von Hennigsdorf | Wappenbegründung: Das Wappen besteht seit 1932. Die Darstellung im Schildhaupt deutet darauf hin, dass Hennigsdorf aus einem kleinen wendischen Fischerdorf an der Havel entstanden ist. Die Sensenblätter beziehen sich auf die landwirtschaftliche Entwicklung des Ortes, insbesondere auf die durch Waldrodung gewonnenen landwirtschaftlichen Flächen. Der Amboss symbolisiert die industrielle Entwicklung. Das Wappen wurde am 12. Januar 1994 durch das Ministerium des Innern genehmigt. |

### Flagge
„Die Flagge ist Blau – Weiß – Grün (1:1:1) gestreift und mittig mit dem Stadtwappen belegt.“

### Dienstsiegel
Das Dienstsiegel zeigt das Wappen der Stadt mit der Umschrift STADT HENNIGSDORF • LANDKREIS OBERHAVEL.

### Städtepartnerschaften
Hennigsdorf hat vier europäische Partnergemeinden: Kralupy nad Vltavou (Tschechien), Choisy-le-Roi (Frankreich), Alsdorf (Deutschland) und Środa Wielkopolska (Polen).

## Kultur und Sehenswürdigkeiten

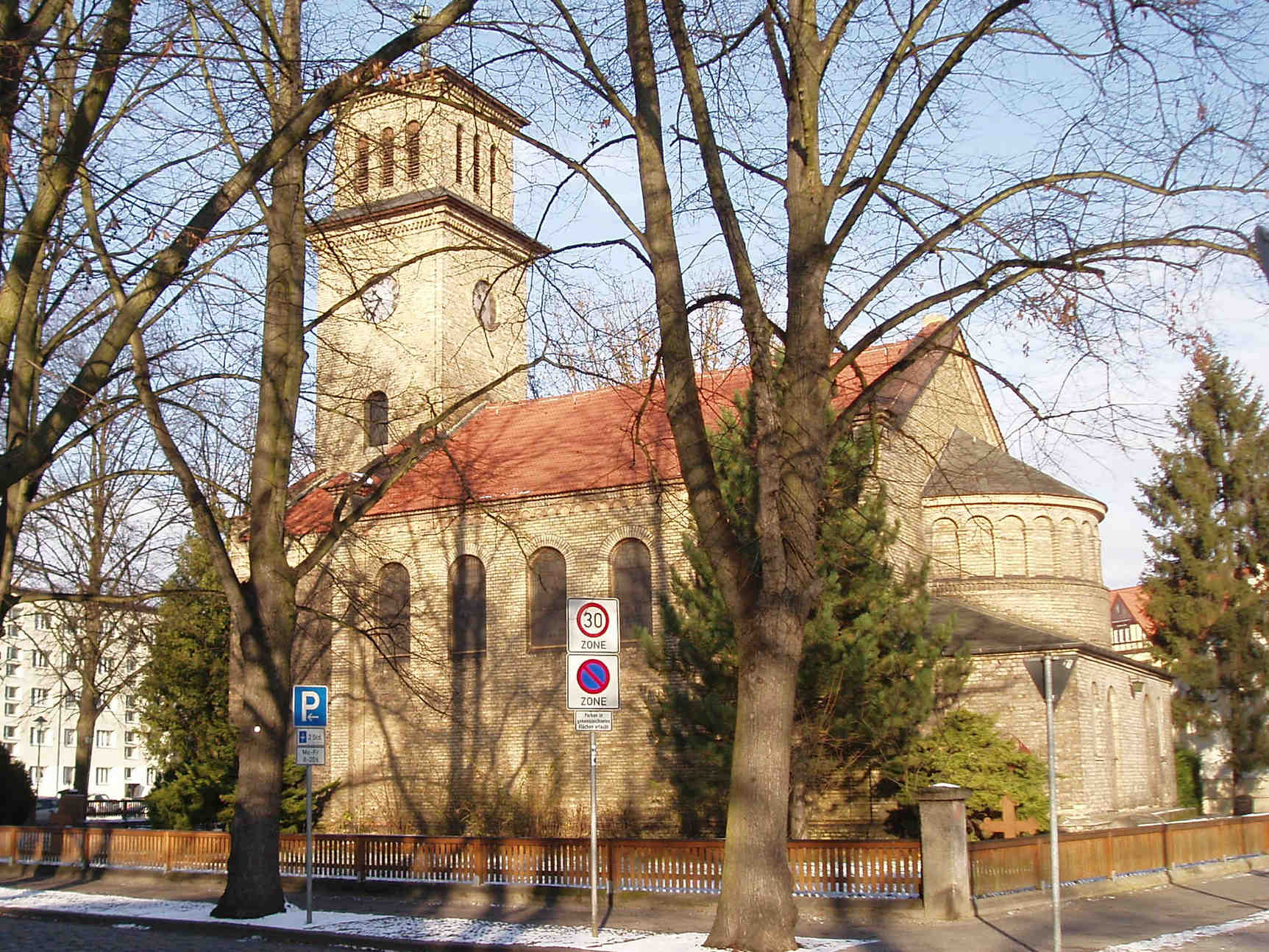
Martin-Luther-Kirche

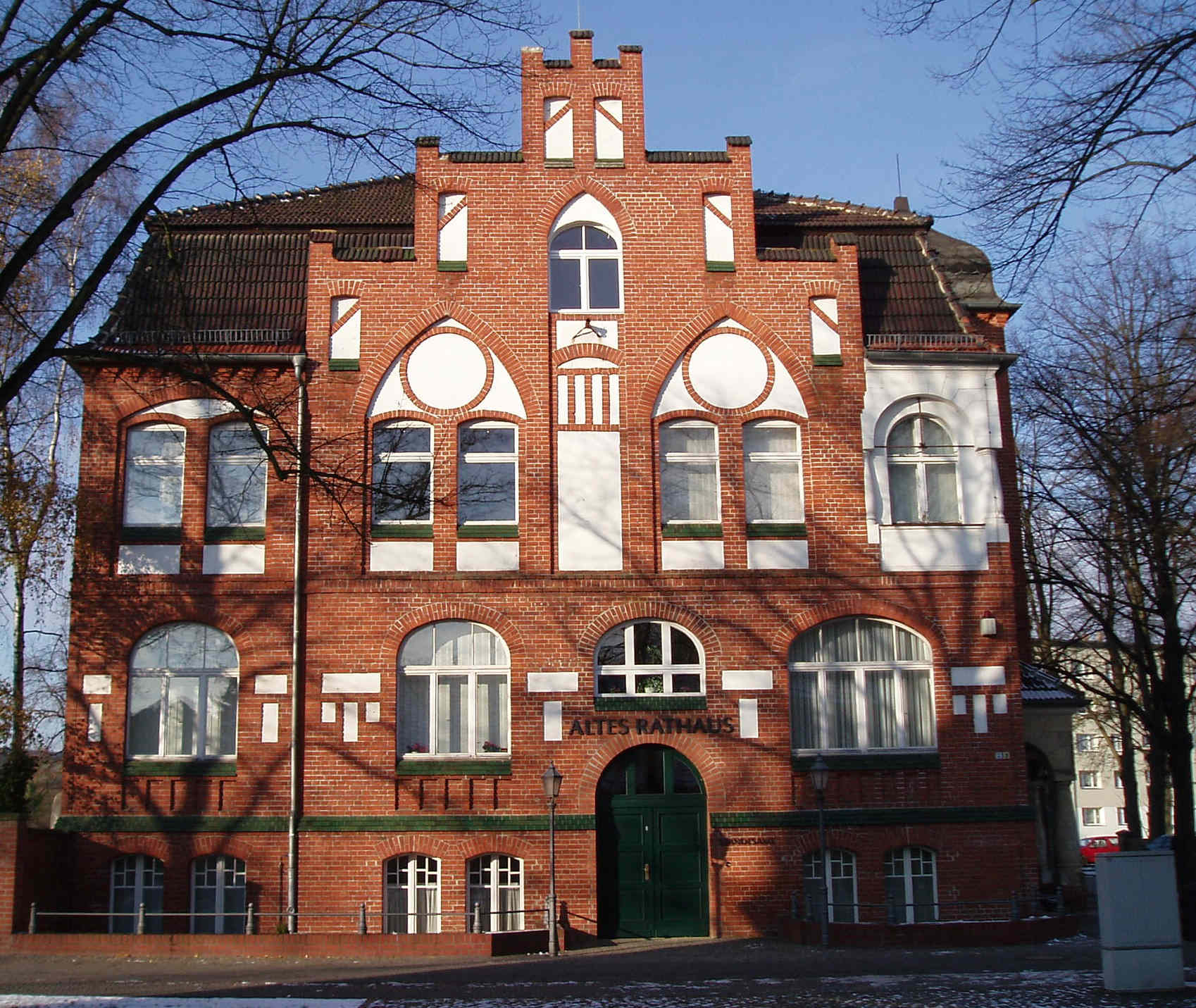
Altes Rathaus

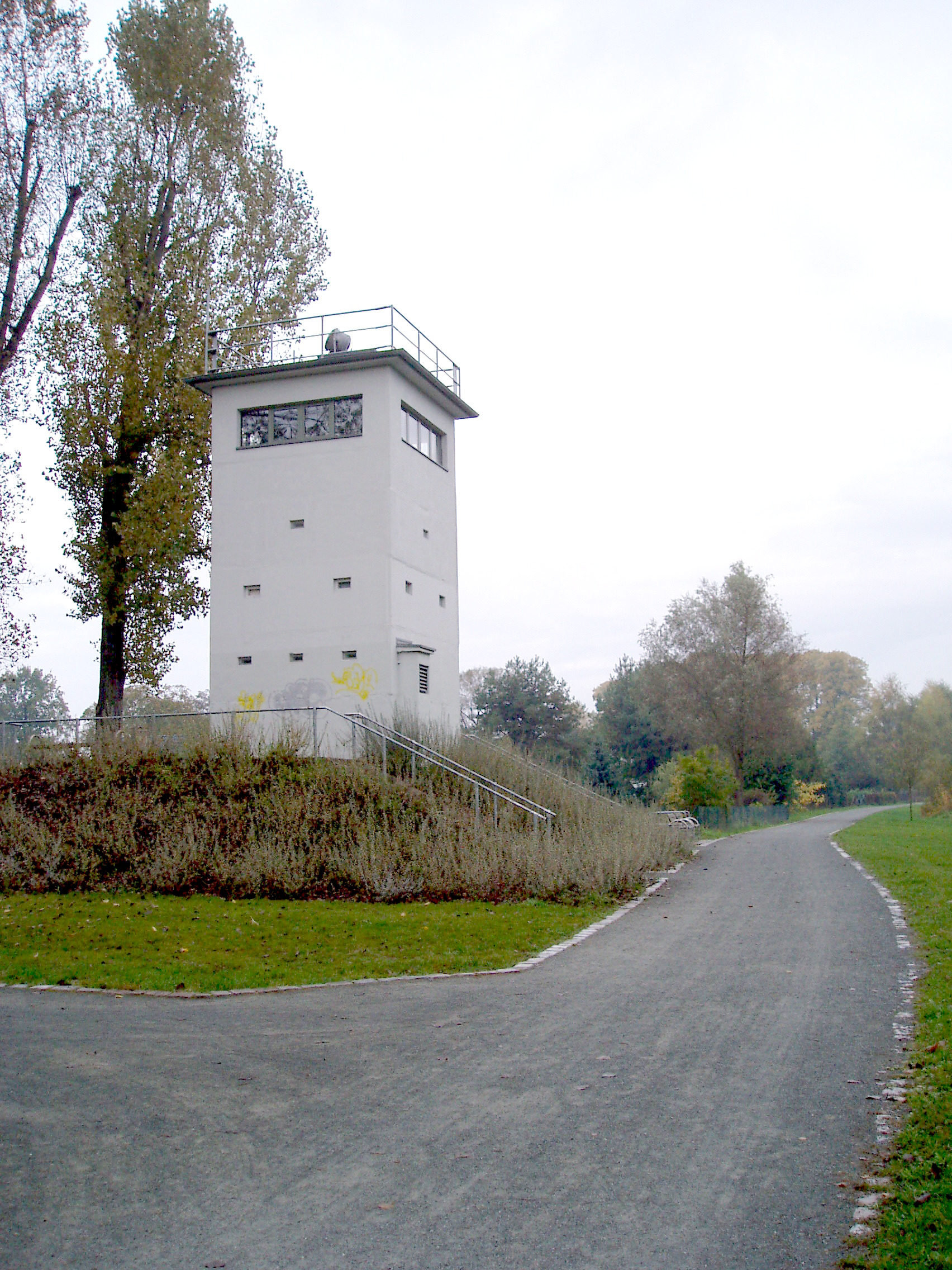
Ehemalige Führungsstelle der Grenztruppen der DDR im Ortsteil Nieder Neuendorf

→ Siehe auch: Liste der Baudenkmale in Hennigsdorf mit den in der Denkmalliste des Landes Brandenburg eingetragenen Baudenkmalen
- Dorfkirche Nieder Neuendorf, mittelalterlicher Feldsteinbau mit Glasmalereien von Charles Crodel
- Heimstättensiedlung, innerstädtische Siedlung in Form eines Angerdorfes aus den 1920er Jahren
- Martin-Luther-Kirche nach Entwurf von Friedrich August Stüler, errichtet 1853–1855
- Neugotisches Rathaus mit Stadtmuseum von 1914
- Rathenau-Viertel, von Peter Behrens entworfene und von Jean Krämer vollendete Werkssiedlung der AEG
- Waldfriedhof nach Entwurf von Ludwig Lesser

Im Ortsteil Nieder Neuendorf befindet sich einer der drei noch erhaltenen Grenzbeobachtungstürme der Berliner Mauer mit Ausstellung zur Geschichte des Objekts.
1993 wurde eine Denkmalsanlage zu Ehren der 5000 Arbeiter, die am 17. Juni 1953 demonstrierend über Berlin-Reinickendorf nach Ost-Berlin zogen, auf dem ehemaligen Dorfanger eingeweiht. Das Denkmal, betitelt „Denkmal 17. Juni 1953 – Herbst 1989“, wurde von der Bildhauerin Heidi Wagner-Kerkhof gestaltet.
Auf dem Waldfriedhof in der Parkstraße ruhen 62 Zwangsarbeiter aus verschiedenen Ländern, an die seit 1969 ein Gedenkstein erinnert. 1994 ließ Italien für seine Militärinternierten ein weiteres Denkmal errichten. Auf einem Gedenkstein links vor der Kapelle wird an fünf kommunistische Widerstandskämpfer erinnert, für die 1976 eine Gedenkwand errichtet wurde. Im Rathenaupark an der Neuendorfer Straße entstand ebenfalls 1976 ein Denkmal für alle Opfer des Faschismus.
Baumdenkmal
Das Baumdenkmal für die Deutsche Einheit  am Alten Strom, zwischen Parkplatz, Dorfstraße und Uferpromenade wurde am 4. Oktober 2015 gepflanzt.

## Wirtschaft und Infrastruktur

### Unternehmen

#### Industriebetriebe
Der zu DDR-Zeiten mit über 8500 Beschäftigten wichtigste Industriebetrieb der Stadt war das Stahl- und Walzwerk Hennigsdorf, das 1917 als Teil des AEG-Werks gegründet wurde. Ab 1931 gehörte der Betrieb zum Flick-Konzern. Heute ist davon nur noch ein mittelständisches Unternehmen übrig, das seit 1992 die Bezeichnung H.E.S. Hennigsdorfer Elektrostahlwerke GmbH trägt und zum Riva-Konzern gehört.
Seit 1913 werden in Hennigsdorf auch Lokomotiven gebaut. Die Produktionsstätten gehörten vor dem Zweiten Weltkrieg zur AEG, zu DDR-Zeiten dem VEB Lokomotivbau Elektrotechnische Werke „Hans Beimler“ Hennigsdorf (LEW). Nach der Wiedervereinigung Deutschlands wurden sie 1991 zunächst wieder von der AEG übernommen und kamen 1996 zusammen mit dem gesamten Transportsektor der AEG zu Adtranz. Seit 1. Mai 2001 betreibt Bombardier Transportation (inzwischen Alstom) das Werk in Hennigsdorf. Von 1913 bis heute wurden in Hennigsdorf etwa 21.700 Lokomotiven und Triebwagen gebaut, die weltweit zum Einsatz kamen bzw. noch kommen, zum Beispiel in der Volksrepublik China, Japan, Südafrika, Griechenland, Brasilien, den USA und der ehemaligen Sowjetunion.
Die Deutsche Post AG betreibt in Hennigsdorf eines ihrer 82 Briefzentren in Deutschland.
Der Wirtschaftsstandort ist einer von 15 regionalen Wachstumskernen im Land Brandenburg. Dadurch werden ausgewählte zukunftsorientierte Branchen gefördert.

#### Biotechnologie-Zentrum
Mit der Gründung des Biotechnologie-Zentrums im Jahre 2000 wurde in Hennigsdorf einer der Biotechnologie-Cluster in Berlin/Brandenburg etabliert. Zahlreiche neu gegründete Biotechunternehmen siedelten sich an diesem Standort an, unter anderem die B.R.A.H.M.S Aktiengesellschaft als inzwischen größtes Biotechunternehmen der Region.

#### Kraftwerk
Am 5. September 2009 ging ein Biomassekraftwerk, gelegen zwischen dem Bombardier-Gelände und der Havel, mit einer Wärmeleistung 9,8 MW und einer elektrischen Leistung von 2,2 MW in den Probebetrieb. Die dort erzeugte Wärme wird in das Fernwärmenetz der Hennigsdorfer Stadtwerke eingespeist. Die KPG (Kraftwerks- und Projektentwicklungsgesellschaft), die ein hundertprozentiges Tochterunternehmen der Stadtwerke Hennigsdorf GmbH ist, hat in das Projekt rund 22 Millionen Euro investiert. Die verbaute Turbine wurde vom italienischen Hersteller Turboden geliefert.

### Verkehr

#### Straßenverkehr
Hennigsdorf liegt an der Landesstraße L 17 zwischen Marwitz und der Berliner Stadtgrenze zum Ortsteil Heiligensee sowie an der L 172 zwischen Velten und der Grenze zum Ortsteil Berlin-Hakenfelde. Die Stadt liegt westlich der Autobahn A 111. Die nächstgelegenen Anschlussstellen sind Hennigsdorf und Stolpe.
Hennigsdorf ist ein wichtiger Knotenpunkt verschiedener Buslinien der Oberhavel Verkehrsgesellschaft (OVG). Mit der Linie X36 der Berliner Verkehrsbetriebe (BVG) bestehen Verbindungen nach Berlin-Spandau.
Der Radfernweg Berlin–Kopenhagen und der Pilgerweg Berlin–Wilsnack durchqueren die Stadt.

#### Schienenverkehr

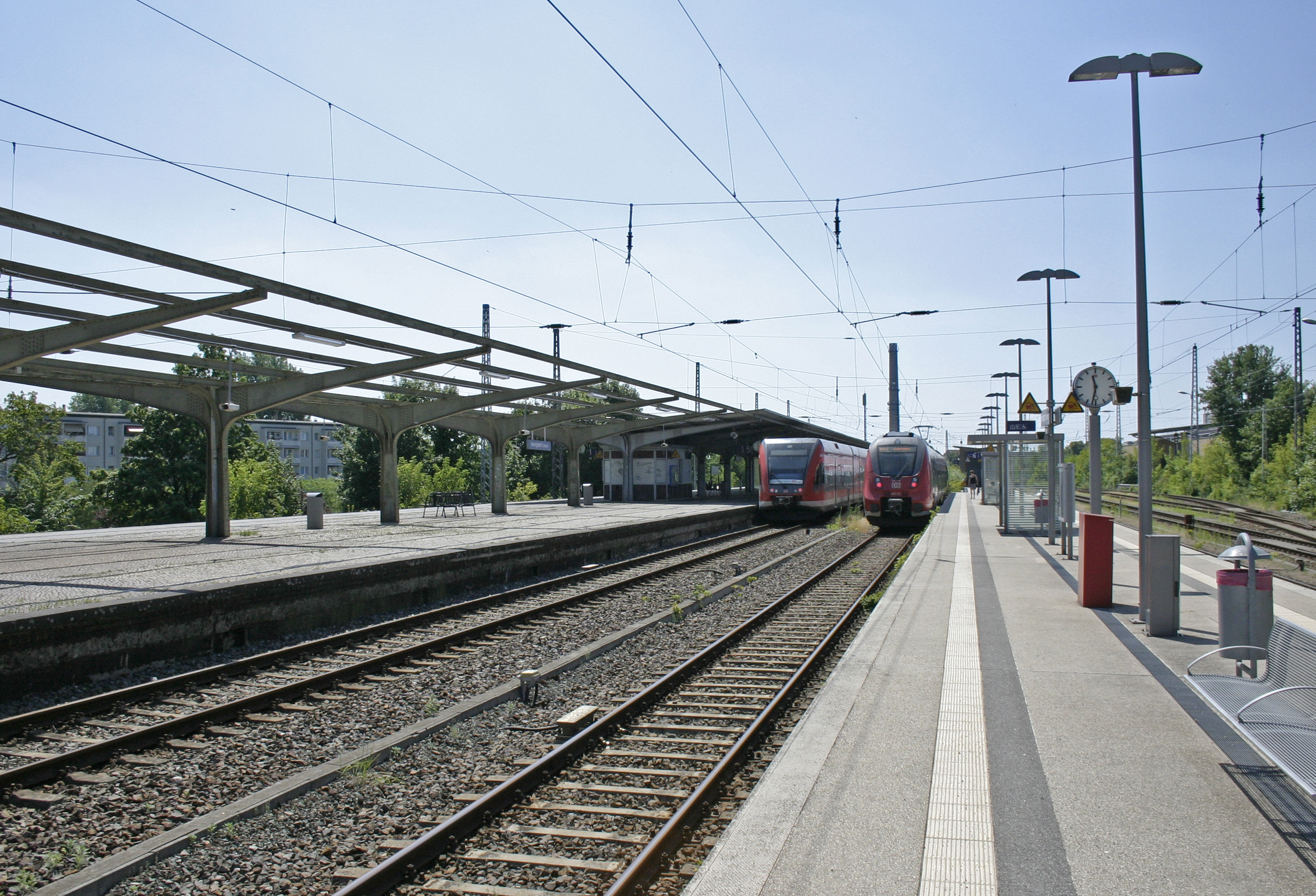
Bahnhof Hennigsdorf

Hennigsdorf ist ein Bahnknoten im Nordwesten Berlins. Nördlich des Stadtzentrums kreuzen sich der Berliner Außenring und die von Berlin über Hennigsdorf verlaufende Kremmener Bahn.
Der Bahnhof Hennigsdorf (b Berlin) ist als Endpunkt der Linie S25 der Berliner S-Bahn mit der Berliner Innenstadt und dem Bahnhof Teltow Stadt verbunden. Er wird auch von der Regionalexpresslinie RE 6 (Prignitz-Express) Wittenberge–Berlin-Charlottenburg und der Regionalbahnlinie RB 55 Kremmen–Hennigsdorf bedient. Außerdem ist der Bahnhof an den Verkehr des Berliner Außenrings angeschlossen, sodass mit der Regionalbahnlinie RB 20 auch Zugverbindungen nach Oranienburg und Potsdam bestehen. Der Anschluss wird ausgeführt, indem die Züge am Hennigsdorfer Kreuz den Außenring verlassen, auf der Kremmener Bahn in den Hennigsdorfer Bahnhof einfahren, dort kopfmachen und nach der Ausfahrt aus dem Bahnhof wieder auf den Außenring gelangen.
Von 1958 bis 1995 gab es an der Kreuzung von Kremmener Bahn und Außenring den Umsteigebahnhof Hennigsdorf Nord, wodurch der oben beschriebene Zugbetrieb nur bei wenigen Zügen erfolgte. Bei der im Projekt i2030 geplanten Verlängerung der S25 von Hennigsdorf bis Velten soll erneut ein Halt am Bahnhof Hennigsdorf Nord eingerichtet werden.
Ab dem 4. Juni 1954 wurde der Haltepunkt Hennigsdorf Süd errichtet; er diente zu Beginn nur der reinen Grenzkontrolle, da seit 1952 West-Berlinern die Einreise in die DDR untersagt war. Ab dem 3. November 1958 durfte an diesem Haltepunkt auch ein- und ausgestiegen werden. Dies blieb auch nach dem 4. Oktober 1959 so, als der Haltepunkt in Stolpe Süd umbenannt wurde. Am 13. August 1961 wurde der Haltepunkt im Zuge des Mauerbaus geschlossen und abgebrochen. Eine Wiederinbetriebnahme ist nicht vorgesehen.
Bis zum Mauerbau 1961 gab es auf der Kremmener Bahn einen durchgehenden S-Bahn-Betrieb von Berlin über Hennigsdorf bis nach Velten, der anschließend bis 1983 als Gleichstrom-Inselbetrieb zwischen Hennigsdorf und Velten als Zuggruppe V weitergeführt wurde. Zudem verlief durch den heutigen Hennigsdorfer Ortsteil Nieder Neuendorf die Strecke der Osthavelländischen Eisenbahn, ein Kleinbahnnetz nach Berlin-Spandau, Nauen, Velten und Ketzin. Der Zugverkehr wurde 1953 eingestellt und die Gleise abgebaut. Auf Teilen der Bahntrasse verband bis 1945 die straßenbahnähnliche Spandau-West–Hennigsdorfer Kleinbahn direkt Spandau und Hennigsdorf.

### Bildung

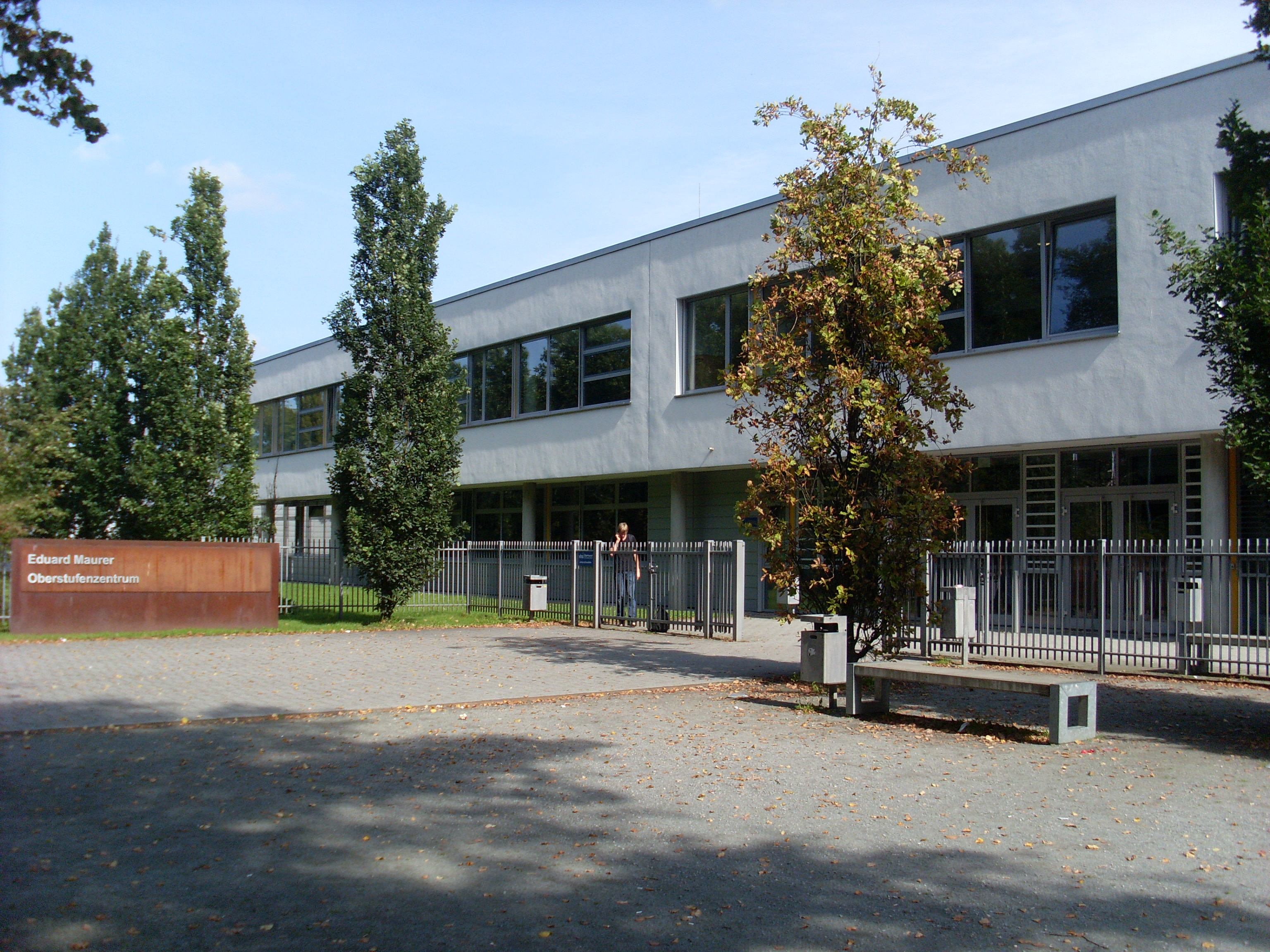
Eduard-Maurer-Oberstufenzentrum

Hennigsdorf verfügt derzeit über vier Grundschulen (Grundschule Nord, Grundschule Theodor Fontane, Bibergrundschule und Sonnengrundschule an den Havelauen), zwei Oberschulen (Oberschule Adolph Diesterweg und Oberschule Albert Schweitzer), zwei Förderschulen (Schule an den Havelauen, Regenbogenschule [behindertengerecht]), ein Gymnasium (Gymnasium A. S. Puschkin) sowie das Eduard-Maurer-Oberstufenzentrum, ein berufliches Gymnasium. Zusätzlich erweitert die Musikschule der Stadt Hennigsdorf das Nachmittagsangebot. Die Stadtbibliothek Hennigsdorf ist im sanierten historischen Gebäude des alten Bahnhofs untergebracht und verleiht jährlich rund 100.000 Medien.
Die vierte damals noch als Grundschule Neu bezeichnete Grundschule wurde erst im September 2016 in den Räumlichkeiten der ehemaligen Schule an den Havelauen und Regenbogenschule eröffnet.

### Medien
In Hennigsdorf erscheinen als Tageszeitungen der Hennigsdorfer Generalanzeiger und die Oberhavel-Ausgabe der Märkischen Allgemeinen Zeitung (MAZ).
In den letzten Jahren war Hennigsdorf Drehort für Musikvideos von Rosenstolz (Sternraketen), Fettes Brot (An Tagen wie diesen) und den Ärzten (Junge), ebenso für Aufnahmen zu Folgen von Tatort und Praxis Bülowbogen. Seit 2012 wird in Hennigsdorf die Kinderfernsehserie Löwenzahn gedreht.

### Sport
Der FC 98 Hennigsdorf fusionierte aus den Fußballabteilungen des FC Stahl Hennigsdorf und SV Motor Hennigsdorf. Er spielt in der Saison 2024/25 in der Landesliga Nord Brandenburg und trägt seine Heimspiele im Sportpark Fontanestraße aus. Motor Hennigsdorf und Stahl Hennigsdorf schafften Mitte der 1960er bis Anfang der 1980er Jahre mehrfach den Aufstieg in die DDR-Liga, die damalige zweithöchste Spielklasse, konnten sich aber nie längerfristig behaupten.
Der SV Stahl Hennigsdorf 1948 ist mit 27 Titeln zwischen 1952 und 1990 DDR-Rekordmeister im Rugby. Nach 1990 spielte die Mannschaft zweimal in der 1. Rugby-Bundesliga Nord-Ost.
Im April 2023 eröffnete in Hennigsdorf mit dem Havelkanal parkrun der erste Parkrun in Brandenburg.

## Persönlichkeiten

### Söhne und Töchter der Stadt
- Wilhelm Kusserow (1901–1985), Begründer neuheidnisch-völkischer Gruppen (Artgemeinschaft – Germanische Glaubens-Gemeinschaft wesensgemäßer Lebensgestaltung)
- Eva Schulz-Endert (1912–2005), Keramikerin
- Erich Priebke (1913–2013), SS-Offizier, in Italien wegen Kriegsverbrechen verurteilt
- Heinz Hellmis (1935–2014), Typograf und Buchgestalter
- Wolfgang Krüger (* 1950), Journalist und Politiker (CDU)
- Kurt Drawert (* 1956), Schriftsteller
- Torsten Schlüter (* 1959), Maler
- Frank Bommert (* 1961), Politiker (CDU), seit 2009 Mitglied des Landtages Brandenburg
- Karsten Schmeling (* 1962), Ruderer, 1988 Olympiasieger im Vierer mit Steuermann
- Ines Adler (* 1963), Schlagersängerin
- Rainer A. Schmidt (* 1963), Musiker und Filmeditor
- Dirk Kummer (* 1966), Schauspieler und Regisseur
- Thomas Günther (* 1967), Politiker (SPD), seit 2004 Mitglied des Landtages Brandenburg
- Bernd Hofmann (* 1968), Fußballfunktionär
- Karsten Petrzika (* 1968), Fußballkommentator
- Thomas Koch (* 1971), Schauspieler
- Andrea Gesch (* 1973), Ruderin
- Michael Hartmann (* 1974), Fußballspieler
- Matthias Kahl (* 1976), Beamter
- Stefan Barucha (* 1977), Bobsportler
- Susanne Tockan (* 1982), Moderatorin
- Patrick Heinrich (* 1985), Schauspieler
- Martin Männel (* 1988), Fußballspieler

### Mit Hennigsdorf verbundene Persönlichkeiten

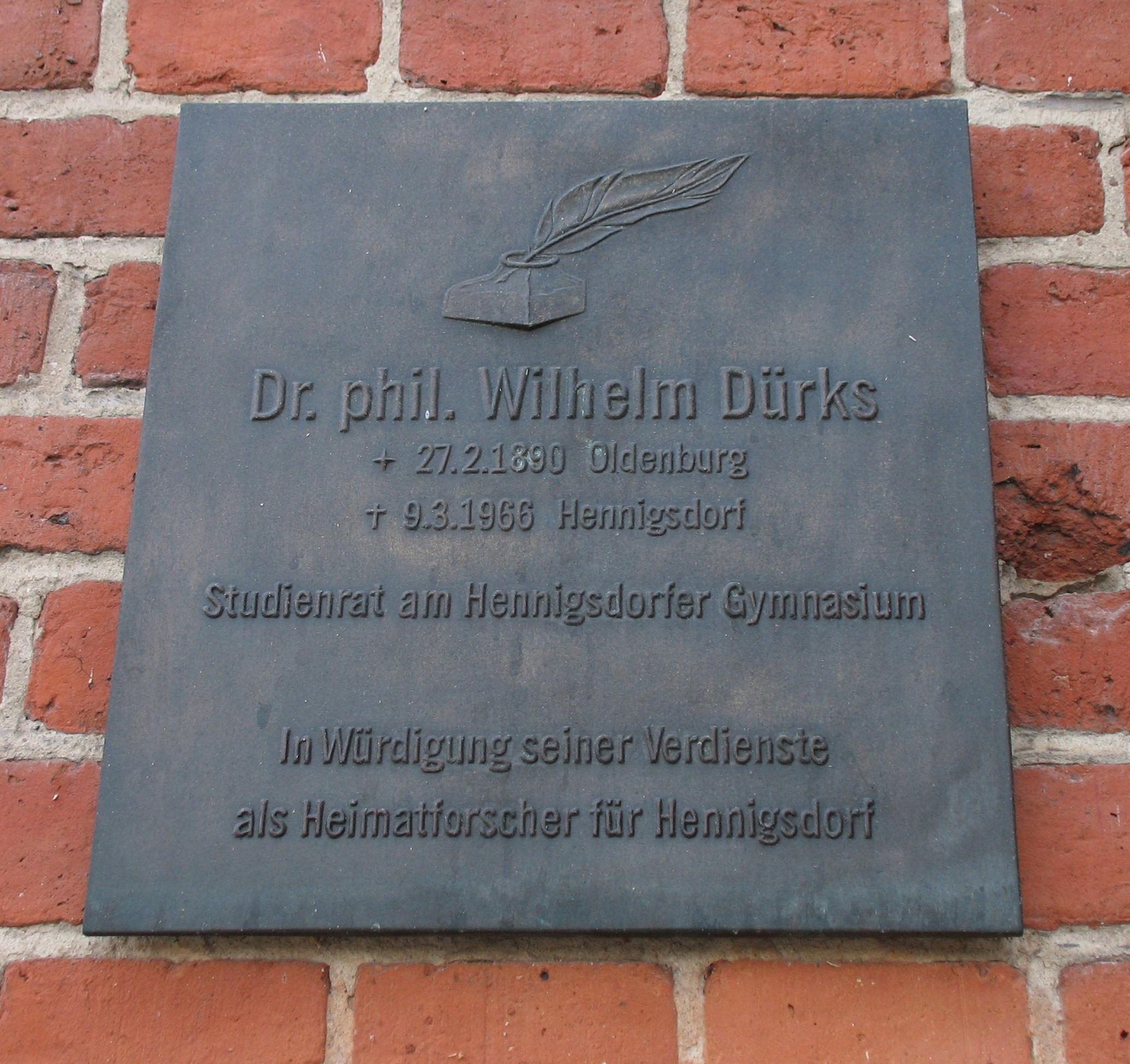
Gedenktafel für Wilhelm Dürks am Alten Rathaus

- August Burg (1820–1882), Industrieller, Besitzer der Ziegelei und des Tonwerks Hennigsdorf
- Johannes Schiller (1854–1927), Klavierbauer, Besitzer des Sägewerks in Neubrück
- Peter Behrens (1868–1940), Architekt der Werkssiedlung der AEG in Hennigsdorf
- Ludwig Lesser (1869–1957), Landschaftsarchitekt, gestaltete den Waldfriedhof Hennigsdorf
- Walter Kleinow (1880–1944), Fabrikdirektor der AEG-Lokomotivwerke
- Otto Nuschke (1883–1957), Politiker und Vorsitzender der DDR-CDU, lebte in Nieder Neuendorf
- Theodor Schauenburg (1885–1917), Testpilot und Fluglehrer bei der AEG in Hennigsdorf
- Eduard Maurer (1886–1969), Leiter des Eisenforschungsinstituts in Hennigsdorf
- Joseph Zawacki (1888–1962), katholischer Pfarrer in Hennigsdorf
- Margarete Gropp (1888–1965), Ärztin in Hennigsdorf
- Walter Hoefig (1889–1918), Flugpionier, Flieger bei der AEG in Hennigsdorf
- Ernst Blaschke (1889–1975), Ingenieur, AEG-Direktor in Hennigsdorf
- Wilhelm Dürks (1890–1966), Heimatforscher, Lehrer am Reformrealgymnasium Hennigsdorf
- Max Weihe (1891–1953), Volksschulrektor in Hennigsdorf
- Margarethe Jonass (1890–?), Ärztin in Hennigsdorf
- Heinz Uhlitzsch (1893–1971), Eisenhütteningenieur am Eisenforschungsinstitut in Hennigsdorf
- Wolfgang Küntscher (1902–1966), Werkstoff- und Stahlforscher, Technischer Direktor im Stahl- und Walzwerk Hennigsdorf
- Erwin Thiesies (1908–1993), Rugby-Nationalspieler und -trainer, Trainer der BSG Stahl Hennigsdorf
- Gerhard Dengler (1914–2007), Journalist, lebte in Hennigsdorf
- Linda Teßmer (1923–1998), Schriftstellerin, schrieb zahlreiche Kriminalerzählungen und Hörspiele in der Zeit (1972–1983), in der sie in Hennigsdorf, Kirchstraße 8, wohnhaft war
- Manfred Krug (1937–2016), Schauspieler, verbrachte einen Großteil seiner Jugend in Hennigsdorf[32]
- Franciszek Piesik (1942–1967), Maueropfer, in Hennigsdorf ertrunken
- Peter Kreitlow (1943–1963), Maueropfer, in Hennigsdorf erschossen
- Detlef Krüger (* 1943), Rugbyspieler und promovierter Sportpädagoge, in Hennigsdorf aufgewachsen
- Maren Gilzer (* 1960), Schauspielerin, lebt in Hennigsdorf
- Marienetta Jirkowsky (1962–1980), Maueropfer, in Hennigsdorf gestorben
- Andreas Galau (* 1967),  Politiker (AfD), Mitglied des Landtages Brandenburg, lebt in Hennigsdorf